# 9429 Poreč
9429 Poreč eller 1996 EW1 är en asteroid i huvudbältet som upptäcktes den 14 mars 1996 av Višnjan-observatoriet i Kroatien. Den är uppkallad efter byn Poreč.
Asteroiden har en diameter på ungefär 8 kilometer.